# Jorma Kortelainen
Jorma Aksel Kortelainen  (* 17. Dezember 1932 in Pyhäselkä; † 27. Dezember 2012 in Jyväskylä) war ein finnischer Skilangläufer und Ruderer.
Kortelainen gewann im Skilanglauf bei den Olympischen Winterspielen 1956 in Cortina d’Ampezzo die Silbermedaille mit der Staffel. Bei finnischen Meisterschaften siegte er viermal mit der Staffel (1956, 1960, 1963, 1966) und einmal über 15 km (1963).
Als Ruderer startete er bei den Olympischen Sommerspielen 1960 in Rom. Dort schied er im Halbfinale im Einer aus. Bei den Ruder-Weltmeisterschaften 1962 in Luzern wurde Achter im Einer und bei den Ruder-Europameisterschaften 1963 in Kopenhagen Zehnter im Einer. Bei finnischen Meisterschaften triumphierte er siebenmal im Einer (1960–1963, 1965, 1967, 1968) und fünfmal im Doppelzweier (1961–1963, 1971, 1973).